# Andrea Ar Gouilh
Andrea Ar Gouilh, nom de scène d'Andrée Le Gouil (en français), née le 13 juillet 1935 à Pluguffan, est une chanteuse française.
Pionnière du renouveau de la chanson bretonne, elle interprète des chants extraits du Barzaz Breiz, recueil de chants populaires bretons, mais également des compositions plus récentes de Glenmor et Jef Le Penven par exemple. Elle a eu une influence décisive sur la carrière d’Alan Stivell et sur celle de sa propre fille, Nolwenn Korbell. Andrea Ar Gouilh a trouvé dans la chanson le moyen d'exprimer la dignité d'une culture, une mémoire et une manière d'être breton qui influence la vision du monde.

## Biographie

### Une chanteuse du quotidien
Andrea Ar Gouilh nait à Pluguffan le 13 juillet 1935. Son père, issu d'une lignée de marins pêcheurs de Poulgoazec, un temps instituteur, est gendarme. Sa mère, née à Pluguffan en 1909, chante et sa grand-mère Marijan Arzul, une couturière qui tient une salle des fêtes, est connue pour chanter tout le temps, tout comme son oncle Bili, chanteur et joueur de clairon. Vivant en pays glazik, elle chante donc dès son enfance et plus encore adolescente, aussi bien à la maison qu'à l'église et à chaque occasion comme les pardons, les mariages, etc. Jeunesse en chanson, dans une famille nombreuse de sept enfants, dont Andrea est l'aînée. La famille vit à Falaise en Normandie où le père est muté, puis à Lambézellec en 1939. À la suite du bombardement de l'hôtel Continental en 1941, la famille abandonne Brest, ville trop dangereuse, pour revenir à Pluguffan. Le père quitte alors la gendarmerie et devient représentant de commerce.
Dans la paroisse rurale, le breton reste la langue du catéchisme et des cantiques. Très tôt, Andrea Ar Gouilh participe activement à la vie de la paroisse, apprend l'harmonium avec le curé et joue, pendant des années lors des cérémonies religieuses. Ensuite, elle devient presque naturellement militante de la jeunesse agricole catholique (JAC) et y suit de nombreux stages ; elle y anime un groupe de danses, écossaises et russes, apprend et perfectionne le chant, découvre le grégorien, le cinéma...

### L'affirmation d'une identité

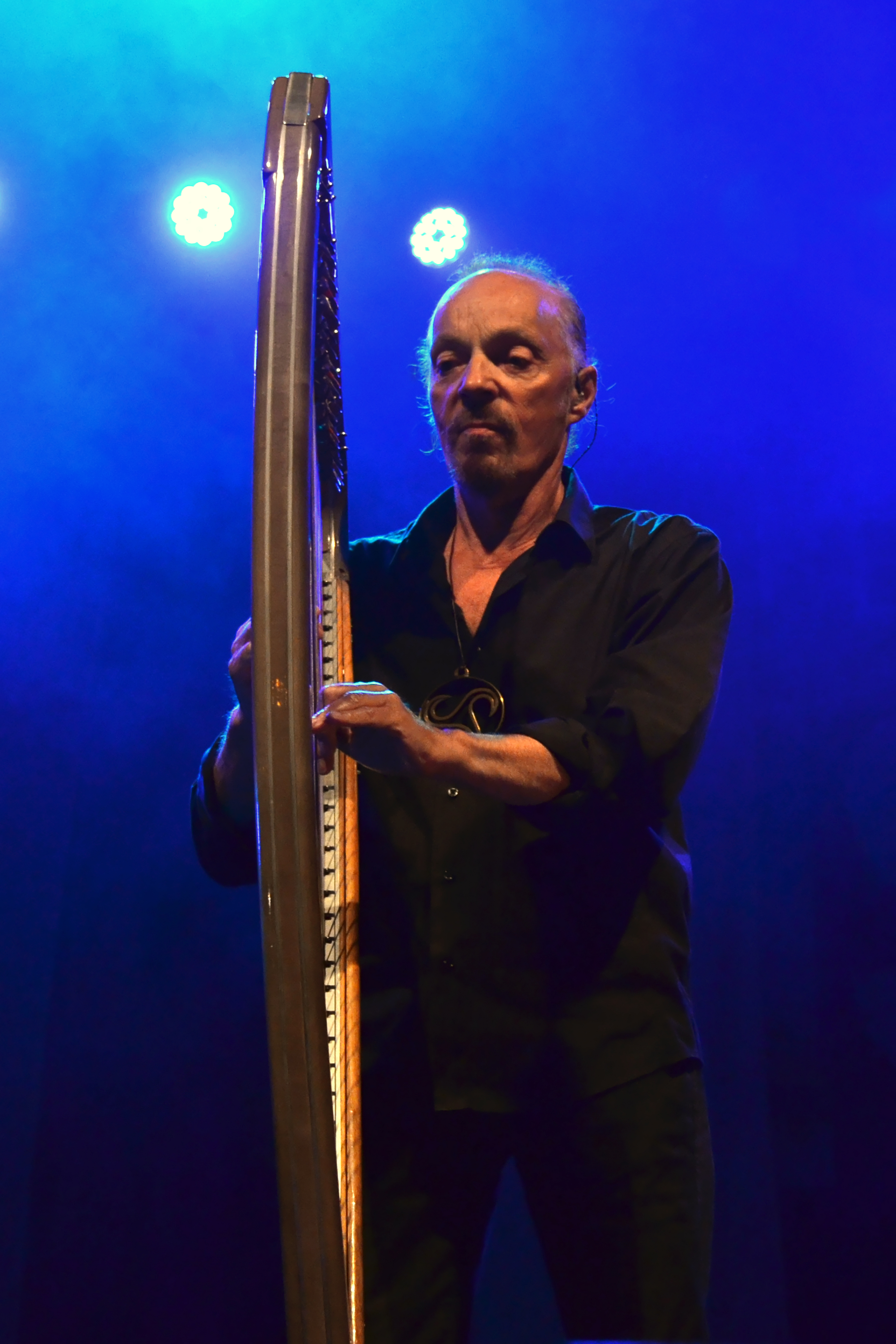
Elle enregistre plusieurs disques accompagnée par la harpe celtique d'Alan Stivell.

En 1956, inscrite à l'épreuve de chant des fêtes du « Bleun-Brug » à Combrit, elle emporte le premier prix, ce qu'elle réitère trois fois de suite, en 1957 à Locronan et à Pont-l'Abbé en 1958. Ces fêtes dynamiques, sont pour Andrea Ar Gouilh l'occasion de suivre des formations à la culture bretonne et de découvrir des danses, des costumes et des personnalités venues d'autres terroirs. À cause de sa trop grande modestie, elle n'a pas osé devenir chanteuse professionnelle. En 1958, reçue à l'école de jardinière d'enfants, elle part à Paris pour deux années d'études, afin de s'occuper ensuite des jeunes enfants, dans les écoles maternelles notamment. 
Cette époque est très utile pour elle par les contacts qu'elle a engendré : elle s'intègre en effet aux réseaux bretons, à Kêr Vreiz, à la J.E.B. (Jeunesse Étudiante Bretonne) et du cercle celtique « Jabadao ». Elle découvre le Barzaz Breiz et des chansons traditionnelles du pays Vannetais grâce à des personnes comme Donatien Laurent, Yvon Palamour, Gwennole Le Menn. La jeune étudiante, qui chante au mariage du président de la JEB, Jean-Jacques Kerdiles, rencontre Georges Cochevelou, le père d'Alan Stivell, qui lui demande de chanter accompagnée par son fils à la harpe celtique qu'il a construit. Avec le label Mouez Breiz, première maison de disque bretonne, elle enregistre quatre 45 tours dans la salle à manger d'Hermann Wolf. Le premier disque paraît dès 1959, avec toujours des textes du Barzaz Breiz que lui a fait connaître Jord (Georges Cochevelou). Un cinquième 45 tours paraîtra en 1960 mais avec l'accompagnement de Gérard Pondaven, organiste de la cathédrale de Quimper. Émotion inoubliable pour elle, quand dans un camp d'Ar Falz en 1959, elle chante, avec Alan Cochevelou, devant René-Yves Creston qui en pleure d'émotion.

### Des actions engagées
Au service de l'enfance, selon les méthodes initiées par Maria Montessori, elle travaille à Clermont-Ferrand en 1960, avant de rentrer définitivement en Bretagne en 1962, à l'hôpital psychiatrique de Quimper où elle suit une formation dans la relation aux enfants mentalement en difficulté. En 1965, elle quitte l'hôpital Gourmelen pour contribuer à l'ouverture d'un institut médico-pédagogique à Douarnenez avant de participer à la création de l'association Kan Ar Mor qui permettra l'ouverture de nombreux établissements. Elle travaille à temps partiel à partir de 1973 à Brest, dans le CMPP créé par Claude Chassagny, avec qui elle collabore. Cette aventure durera pour Andrea jusqu'à l'heure de la retraite en 1995.
Mais son retour au pays en 1962 lui permet aussi de s'engager fortement dans la vie culturelle, à travers les festoù-noz relancées par Loeiz Roparz, comme elle participe à de nombreux camps qu'il organise, ouverts à tous. Lors d'un camp de bretonnants organisé à Elliant en 1962, elle découvre que des couples, jeunes et pleinement intégrés à la vie de la cité, parlent le breton à leurs enfants, comme les familles Denez, Louarn ou Kervella, et décide, le moment venu, d'en faire autant. Per Denez, qui devient un ami, lui ouvre les portes des congrès interceltiques. Ainsi, elle se retrouve en 1962 au Congrès celtique de Tréguier en compagnie de Stivell à la harpe et Glenmor à la guitare. En 1964, elle se marie avec Hervé Corbel, un sonneur originaire du Trégor-Goëlo. Le couple s'installe à Douarnenez et deux enfants naîtront ; Nolwenn en 1968 et Riwal en 1972, élèves en breton et artistes tous les deux. À la fin des années 1960, Andrea Ar Gouilh participe très activement au spectacle événement « Breiz Gwechall », organisé par Bernard de Parades, qui en 1969, 70 et 71, présente en de très nombreuses villes (dont le festival de Cornouaille), un important montage audiovisuel sur la Bretagne, accompagné de chants d'Andrea Ar Gouilh et de danses. De ses années militantes, elle a conservé l’authenticité et l’exigence d’un choix de vie en perpétuant la dignité de la culture bretonne, avec simplicité et modestie.

### Une rencontre de cultures
Depuis 1962, elle a chanté en Bretagne et à l'étranger. Elle a chanté au Japon en 1976, mais surtout dans les pays celtiques : Irlande (concours Celtavision à Killarney en 1972 où elle obtient le second prix), Pays de Galles, Écosse, dans des congrès celtiques, également en Suisse, Allemagne, Autriche, Tchéquie.
Années de concerts et de tournées, de rencontres aussi, avec les artistes Xavier Grall, Jean Mingam ou Pierre Toulhoat. Années de combats enfin, pour la Bretagne bien sûr, mais aussi pour des idées simples et universelles, avec des engagements qui trouvent source dans l'œuvre de libertaires et esprits libres comme Emile Masson ou Glenmor. En 2007, elle a honoré une invitation à Kyzyl, capitale de la République de Touva, en Sibérie centrale, à la suite de sa profonde rencontre en 1987 avec Maksim Mounzouk, acteur du film Dersou Ouzala, lors du festival de cinéma de Douarnenez. Les langues touva et bretonne se mariant alors pour des chants d'alliance lors d'une soirée chez elle, enregistrée sur cassette. Bien que Maksim Munzuk soit décédé en 1999, ses filles décident de rendre hommage à celle qui lui a fait découvrir une Bretagne qui l'a tant émerveillée. Elle aura le privilège d'une surprenante rencontre musicale, quand là-bas elle chantera Genovefa Rustefan, un chant du Barzaz Breiz, accompagnée de musiciens de l'orchestre national de la République de Touva, des joueurs de igil. Elle fait le voyage une seconde en 2012 à l'occasion du centenaire de Munzuk.

### Transmission et reconnaissance
Célèbre pour ses interprétations de chants du Barzaz Breiz (des chansons parlant de l'humain qui atteignent l'intemporel, "une fontaine de jouvence pour la Bretagne d'aujourd'hui" selon elle) ou chants collectés par Luzel ou Herrieu, elle puise aussi dans le patrimoine musical sacré et les œuvres plus récentes écrites par Roparz Hemon, Abeozen, Pierre-Jakez Hélias, sur une musique de Jef Le Penven ou Polig Montjarret. Elle interprète aussi Glenmor (rencontré, quasi débutant, en 1962) et Youenn Gwernig.
Deux 33 tours sont enregistrés : Gwerziou ha soniou ar bobl en 1977, chez Arfolk, avec René Richard, puis en 1989 chez Amadeus, Barzaz Breiz, pour le cent cinquantième anniversaire de l'ouvrage, avec les frères Quefféléant, des Triskell. Son disque obtient en 1990 le grand prix de l'académie Charles-Cros.
En 1997, elle chante O Keltia et E dibenn miz gwengolo pour un hommage rendu à Glenmor un an après sa disparition, qui aboutit à un collectif Da enoriñ en 2000. Toujours en 1997, deux CD voient le jour : Prins ar c'hornog chez Amadeus, en hommage à Jef Le Penven, avec Michel Boédec à l'orgue, et Chants de Bretagne, des cantiques mis en musique par Jean Langlais où Andrea Ar Gouilh est accompagnée par l'organiste réputé Jacques Kauffmann. 

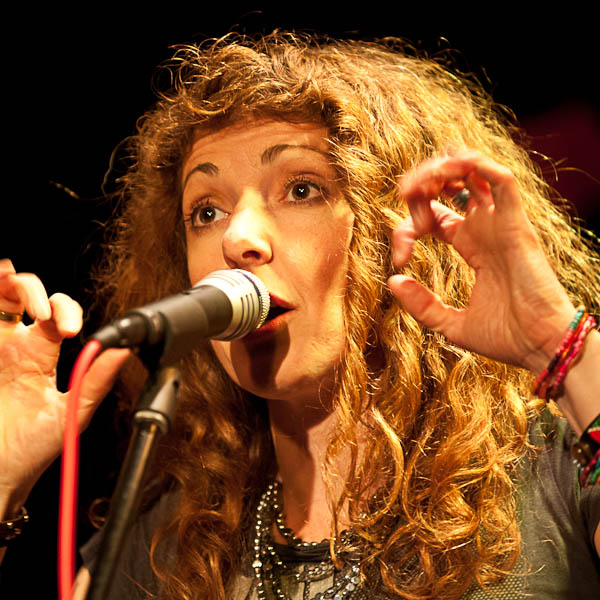
Nolwenn Korbell

Sa fille Nolwenn Korbell, chanteuse d'expression bretonne, prolonge la lignée et a trouvé son public depuis son premier album en 2003. En 2007, elle « reçoit un accueil émouvant et riche d'échanges culturels » à Kyzyl en Sibérie. En 2008, elle enregistre une synthèse de l'œuvre d'une vie lors d'un récital dans la cathédrale de Quimper, avec Michel Boédec à l'orgue et au piano, Pol et Hervé Quefféleant aux harpes et Xavier Lecomte au violon. Cet album intitulé Voix de Bretagne, sorti chez Label Production de Jakez Bernard, contient 8 chants issus du pays Vannetais, 3 de l'ancien évêché de Tréguier et 2 de celui de Quimper, 4 compositions plus récentes (Glenmor, Hélias, Gwernig). Il obtient en 2009 le prix coup de cœur du Grand Prix du disque Produit en Bretagne.
La Douarneniste reçoit le 23 juillet 2011 lors du festival de Cornouaille à Quimper le collier de l’Ordre de l'Hermine par l'Institut culturel de Bretagne. Depuis 2011, elle participe au spectacle hommage Glenmor l'Insoumis / Disuj, représenté à Lesneven, Rennes, au théâtre de Vannes et au Palais des Congrès de Pontivy ainsi que dans les festivals (interceltique de Lorient, Cornouaille 2013).

## Discographie

### Albums
- 1977 : Gwerziou ha soniou ar bobl - Chants traditionnels de Bretagne (ArFolk - Coop Breizh)

1. Gwerz Penmarc'h
2. Pa Oan du-Hont Kostez ar mor
3. Pardon ar Dreinded
4. An aotrou kerzaozon
5. Gwerz Pontkalleg
6. An hini Dilezet
7. Gwerz an Dorfetourez
8. O lo le
9. Ar bugel Koar

- 1990 : Barzaz-Breiz - Kanet evit Breizh yaouank (Escalibur - Coop Breizh)avec Triskell (P.et H. Quefféléant)

1. Diougan gwenc'hlan
2. Marzhin en e gavell
3. Loeiza hag abalard
4. Gwreg ar c'hroazour
5. An alarc'h
6. Jenovefa Rustefan
7. Fontanella
8. Maro pontkaleg
9. Yannig Skolan
10. Pardon Sant Fiakr
11. Ar re c'hlas
12. Ar chouanted
13. Ar c'hakouz
14. Ar baradoz

- 1997 : Chants de Bretagne (Skarbo, Studio SM)avec Jacques Kauffmann (orgue)

1. Adoromp hall
2. Pontkalleg
3. Pour une sainte de légende
4. Ar baradoz
5. Lavaromp ar chapeled
6. Ni ho salud
7. Noël breton
8. Jesus va salver benniget
9. Jessus lavar d'eomp pedi
10. Itron Varia Rumengol
11. Sonjit den faziet
12. Baradoz dudius
13. Nativité

- 1997 : Prins ar c'hornog aour (Globe Sony, Déclic)hommage à Jef Le Penven, avec Michel Boëdec (orgue)

1. Klemmgan ar varc'hegien
2. Glénan
3. Me 'zo ganet e-kreiz ar mor
4. Nevez amzer
5. Kleierigoù he c'halon
6. Galv da brins ar c'hornog aour
7. Son gwenevar
8. Marionig ar Faoued
9. Fontanella
10. An hini a garan
11. Korrig an Noz
12. Enez vaz

- 2008 : Voix de Bretagne (Label Production, Coop Breizh)

1. Olole
2. An Hini A Garan
3. Gwerz An Harluad
4. War Paveou Pariz
5. Tuchant E Erruio An Hanv
6. Gwerz Penmarc'h
7. An Hini Dilezet
8. An Aotrou Kersaozon
9. E Dibenn Miz Gwengolo
10. Maro Pontkaleg
11. Spered An Tan
12. An Dorfetourez
13. Pardon An Dreinded
14. Pa Oan Du-Hont Kostez Ar Mor
15. Ar Bugel Koar
16. O Keltia
17. Yanning Skolan
18. Klemmgan Ar Varc'hegeien

### 45 tours
- 1959 : Andrea Ar Gouilh & Alan Cochevelou - Son an Hañv (45 tours Mouez Breizh)

1. Son an hañv
2. An tri aval ruz
3. En hou kavel
4. Ar voraerion

- 1959 : Andrea Ar Gouilh & Alan Cochevelou - Marzhin en e gavell (45 tours Mouez Breizh)

1. Marzin en e gavel
2. Son ar yar
3. Kan an dud ar vor
4. An alarc’h

- 1960 : Andrea Ar Gouilh & Alan Cochevelou - An hini a garan (45 tours Mouez Breizh)

1. An hini a garan
2. Te ken tost d’ar peurbad
3. An delenn
4. Silvestrig

- 1960 : Andrea Ar Gouilh & Gérard Pondaven - Douar va halon (45 tours  Mouez Breizh)
- 1961 : Andrea Ar Gouilh & Alan Cochevelou - Va c'halon zo e Breizh-Izel (45 tours  Mouez Breizh)

1. Va c’halon 'zo e Breizh-Izel
2. Jenovefa Rustefan
3. Ar sorserez
4. Me a garfe

### Participations
- 2000 : Hommage / Da enoriñ Glenmor
- 1973 : Beilhadeg e Menez-Kamm (rencontre Bretagne/Euzkadi/Occitanie), Artfolk
- 1975 : La Bretagne noce et fest-noz, 33 t, Barclay
- 1988 : Euroskol 88/Breizh-Europa, Diwan Euroskol

### Films
- Musik der Alten welt – Die Bretagne (Musique d’un autre temps – La Bretagne) de Lore et Günther Geisler, production Peter Von Zahn (Allemagne), 1962, 41 min. sous-titré français par la Cinémathèque de Bretagne.